# Про чудеса человеческие
«Про чудеса человеческие» — советский фильм 1967 года режиссёра Владимира Монахова. По мотивам книги Галины Николаевой «Рассказы бабки Василисы про чудеса».

## Сюжет
В памяти Василисы всплывают то война, то 20-е годы, то наши дни. В этих воспоминаниях — страницы славной истории Советского государства, новой истории России.
Простая русская женщина Василиса немало повидала на своем веку, пережила войну, увидела разорение родной земли, горе и страдания. Но видела и поистине чудеса, такие как — честные люди, верность, преданность и самопожертвование.
Фильм начинается с эпизода, когда Василиса по трудным военным дорогам пробирается в город, где в госпитале лежит её подруга Граня, у неё обожжены руки, изранены ноги. Граня скрывается от Степана, не желая обременять любимого человека своим горем, однако, Степан всё-таки её находит, и свершается «чудо» любви — Граня для него осталась такой же красавицей, какой была.
После войны Василиса возвращается в свой колхоз, разрушенный, — и со слезами на глазах стоит на опустошённой земле, но ей предстоит увидеть повторение «чуда» первых лет Советской власти — колхоз снова будет возрождён.
Непросто складывается жизнь сына Василисы — талантливого инженера, человека с трудным, своенравным характером. Везде встречая препоны своим разработкам он уже потерял веру в себя. Но его «чудо» — жена, которая верила в талант мужа, и в трудное время спасла его ценные чертежи.

О чуде жизни и счастья, о чуде материнства и любви, о чуде труда и борьбы рассказывает Василиса. Но для того, чтобы вечно творить эти чудеса, нужен мир на земле. Главный противник Василисы, как и всех матерей на земле, — война, отнимающая у людей всё.

## В ролях
- Антонина Богданова — Василиса
- Нина Дробышева — Лялька
- Тамара Сёмина — Граня
- Михаил Зимин — Герасим
- Виталий Коняев — Степан
- Виктор Косых — Вася
- Валентина Владимирова — Мария
- Сергей Голованов — главврач
- Иван Лапиков — попутчик

В эпизодах: Владимир Божко, Пётр Берёзов, Валериан Виноградов, Даниил Нетребин, Геннадий Сазонов, Георгий Светлани.

## Литературная основа
Фильм снят по мотивам цикла новелл «Рассказы бабки Василисы про чудеса» Галины Николаевой. Это последнее произведение писательницы, к работе над циклом новелл, объединённых одной героиней — бабкой Василисой, Николаева приступила летом 1961 года, писала рассказы уже преодолевая приступы тяжкой болезни, и образ бабки Василисы был ей особенно дорог.
Впервые новеллы под названием «Рассказы бабки Василисы о чудесах» были опубликованы в журнале «Октябрь», № 3 за 1962 год, через год вошли в книгу Г. Николаевой «В человеке не без чуда» (издательство «Советская Россия», 1963 год), а ещё через год изданы отдельной книгой в издательстве «Молодая гвардия».

## Отзывы
Критикой была отмечена удачная попытка средствами кино воплотить народное, фольклорное слово литературной основы:

С особым ключом подходит Василиса к людям и открывает в каждом то доброе, что способно делать чудеса. Отказавшись от литературной формы сказа, авторы фильма хотят языком кинематографа раскрыть философско-жизненное значение таких понятий, как «талант», «справедливость». В главной роли снимается артистка ЦТСА Антонина Богданова. Кинозрители знают её по фильмам «Летят журавли» (бабушка), «Председатель» (Прасковья), «Повесть пламенных лет» (Антонида) и другим. Образ женщины-труженицы, образ матери всегда был близок творчеству актрисы.— Л. Кудинова — Про чудеса // «Советский экран», 1967
Киновед Елена Третьяк выделяла в фильме игру актёра Виталия Коняева в, казалось бы, маленькой эпизодичной роли:

Коняев исполнял небольшую, но очень ответственную роль Степана. Актёр воплотил на экране одно из «чудес»: великую любовь к женщине, искалеченной на фронте. Сцена требовала от актёров — Т. Сёминой и В. Коняева — высшего напряжения нравственных сил. Нужно было точно передать психологическое состояние героев, глубоко взволнованных встречей, показать истоки душевного благородства Степана. Это было нелегко, и тем приятнее отметить здесь успех Виталия Коняева.